# Muḥammad Badīʿ
Muhammad Badīʿ (in arabo محمد بديع ‎?, Muḥammad Badīʿ; El-Mahalla el-Kubra, 7 agosto 1943) è un politico e docente egiziano.
Mohammed Badi' (Muḥammad Badīʿ) è l'ottava Guida generale (in arabo المرشد العام‎?, al-Murshid al-ʿĀmm) dei Fratelli Musulmani egiziani. Ha diretto la filiale egiziana dell'Organizzazione islamista internazionale dal 2010. 
Prima di diventare Guida generale, Badīʿ è stato membro del Consiglio direttivo del gruppo, l'Ufficio della Guida (Maktab al-irshād) dal 1996. 

## Biografia
Si è laureato in medicina veterinaria al Cairo nel 1965. Lo stesso anno, fu arrestato per la prima volta, assieme a Sayyid Qutb, per la sua militanza politica nella Fratellanza Musulmana, durante un rastrellamento a livello nazionale di attivisti della stessa. 

Fu condannato a 15 anni di carcere da un tribunale militare.
Fu liberato sulla parola nel 1974, insieme a quasi tutti gli altri prigionieri, dal nuovo presidente egiziano, Anwar al-Sadat.
Badīʿ ha quindi concluso gli studi e ha iniziato una carriera di insegnamento presso varie università egiziane, continuando a lavorare a tempo parziale come professore di "Patologia veterinaria" nella scuola veterinaria dell'Università di Beni Sueyf.
Viene arrestato una seconda volta nel 1998 e condannato a 5 anni, ma viene liberato un anno prima del termine della pena, nel 2003.
In occasione della vittoria alle elezioni parlamentari egiziane del 2011-2012 del Partito Libertà e Giustizia (emanazione della Fratellanza), Muḥammad Badīʿ ha dichiarato pubblicamente la volontà del movimento che egli presiedeva di dar nuova vita a un califfato, retto dalla Shari'a.
Il 4 luglio 2013, all'indomani del golpe egiziano del 2013, viene diffusa la notizia di un suo arresto, smentito subito dopo da una sua apparizione in pubblico, in cui proclama la sua lealtà e quella dei Fratelli Musulmani nei confronti del Presidente della Repubblica, Mohamed Morsi, deposto e arrestato su disposizione del Consiglio Supremo delle forze armate. Badīʿ viene effettivamente arrestato il 20 agosto e mostrato dalla tv di Stato egiziana. Posto sotto processo con l'accusa di avere fomentato gli scontri che seguirono il colpo di Stato, viene condannato a morte in primo grado insieme ad altri 683 imputati il 28 aprile 2014.
Suo figlio Ammar, ingegnere informatico di 38 anni, è stato assassinato al Cairo il 16 agosto 2013, ucciso da un colpo d'arma da fuoco, in piazza Ramses, durante la repressione delle proteste messe in atto dai sostenitori di Morsi.
Il 4 marzo 2024 è stato condannato a morte dal tribunale per la sicurezza dello Stato egiziano insieme ad altri sette leader dei Fratelli Musulmani.